# Tseltal
Le tseltal (Bats'il K'op Tseltal, ou simplement Bats'il K'op en tseltal) en  est une langue maya parlée au Mexique, principalement dans le Chiapas, par 589 144 personnes tzeltals en 2020. C'est la troisième langue indigène du Mexique la plus parlée après le nahuatl et le maya yucatèque.
C'est une langue ergative, c'est-à-dire, elle emploie des suffixes et des préfixes qui s'attachent aux radicaux verbaux et aux noms.
Le tseltal est assez proche du tzotzil et un peu plus éloignée du ch'ol, qui sont d'autres langues du groupe tseltal-chol de la famille des langues mayas.

## Écriture
La production littéraire n'est pas très abondante, car il s'agit d'une langue qui a été traditionnellement plutôt orale. Quelques écrivains locaux ont commencé à publier dans leur propre langue. Leur œuvre littéraire consiste fondamentalement en la mise par écrit des légendes et des mythes, mais il y a aussi une tendance pour écrire de la poésie.

## Variations dialectales
Le tseltal est parlé principalement dans les municipalités de Ocosingo, Chilón,
Oxchuc, Tenejapa, San Juan Cancuc, Yajalón, San Cristóbal de Las Casas, Palenque, Sitalá et Pantelhó.
Deux dialectes principaux sont distingués dans la Collection nationale des langues autochtones de l'INALI :
- Tseltal du nord ou bas : parlé dans les municipalités de Catazajá, Chilón, La Libertad, Ocosingo, Palenque, Sabanilla, Salto de Agua, Tila, Tumbalá, Yajalón (Chiapas) et d'Emiliano Zapata (Tabasco).
  - Tseltal de Bachajón
  - Tseltal d'Ocosingo
- Tseltal de l'occident ou haut : parlé dans la région des hauts plateaux du Chiapas (es), dans les municipalités d'Acala, Aldama, Amatenango del Valle, Bochil, Chalchihuitán, Chamula, Chanal, Chenalhó, Chiapa de Corzo, Chiapilla, Comitán de Domínguez, El Bosque, Huitiupán, Huixtán, Ixtapa, Jitotol, Larráinzar, Osumacinta, Oxchuc, Pantelhó, Pueblo Nuevo Solistahuacán, San Cristóbal de las Casas, San Juan Cancuc, San Lucas, Simojovel, Soyaló, Tenejapa, Teopisca, Totolapa, Tuxtla Gutiérrez et Zinacantán.
  - Tseltal d'Oxchuk
  - Tseltal de Tenejapa
  - Tseltal d'Amatenango (ce n'est pas proprement dans la zone base, mais géographiquement et peut-être linguistiquement, il est plus proche du Tseltal haut).

## Phonologie
|              | Bilabiales | Bilabiales | Alvéolaires | Alvéolaires | Palatales | Palatales  | Vélaires | Vélaires | Uvulaires | Uvulaires | Glottales |       |
| ------------ | ---------- | ---------- | ----------- | ----------- | --------- | ---------- | -------- | -------- | --------- | --------- | --------- | ----- |
|              | simple     | éjective   | simple      | éjective    | simple    | éjective   | simple   | éjective | simple    | éjective  | simple    |       |
| Occlusives   | p [p]      |            | t [t]       | t' [tʼ]     |           |            | k [k]    | k' [kʼ]  |           |           | ' [ʔ]     |       |
| Affriquée    |            |            | tz [t͡s]     | tz' [t͡sʼ]   | ch [ t͡ʃʰ] | ch' [ t͡ʃʼ] |          |          |           |           |           |       |
| Fricatives   |            |            | s [s]       | s [s]       | x [ ʃ ]   | x [ ʃ ]    |          |          | j [ x]    | j [ x]    | h [h]     | h [h] |
| Nasales      | m [m]      | m [m]      | n [n]       | n [n]       |           |            |          |          |           |           |           |       |
| Liquides     |            |            | l [l] r [r] | l [l] r [r] |           |            |          |          |           |           |           |       |
| Semivoyelles |            |            |             |             | y [ j]    | y [ j]     | w [w]    | w [w]    |           |           |           |       |

## Numéraux
Les chiffres en tseltal suivent un système vigésimal (de vingt en vingt) comme suit.
| 1 jun    | 6 wakeb    | 11 bulucheb    | 16 waklajuneb   | 400 jbak'      |
| 2 cheb   | 7 jukeb    | 12 lajchayeb   | 17 juklajuneb   | 8,000 jpik     |
| 3 oxeb   | 8 waxakeb  | 13 oxlajuneb   | 18 waxaklajuneb | 160,000 jkalab |
| 4 chaneb | 9 baluneb  | 14 chanlajuneb | 19 balunlajuneb |                |
| 5 jo'eb  | 10 lajuneb | 15 jo'lajuneb  | 20 jtab         |                |